# Kaisha Atakhanova
Kaisha Atakhanova (18 juillet 1957) est une biologiste originaire de Karaganda, Kazakhstan, spécialisée dans les effets génétiques des radiations nucléaires.
Atakhanova est la fondatrice et l’ancienne dirigeante du Karaganda Ecological Center (connu sous le nom d'EcoCenter).

## Distinctions
- 2005 : prix Goldman pour l'environnement, pour sa campagne contre l'importation commerciale de déchets nucléaires au Kazakhstan[3]